# Once the dust settles
Once the dust settles is een muziekalbum van Ron Boots. Het album met elektronische muziek kent vier tracks waarvan de eerste drie zijn opgenomen tijdens een concert op 19 mei 2018 in het Planetarium van Brussel. De vierde track werd opgenomen tijdens opnamen in Boots’ privégeluidsstudio Dreamscape. 

## Musici
- Ron Boots – synthesizers, elektronica

## Muziek
| Nr. | Titel                 | Duur  |
| --- | --------------------- | ----- |
| 1.  | Once the dust settles | 7:47  |
| 2.  | A sense of turmoil    | 14:52 |
| 3.  | The gate              | 25:38 |
| 4.  | Green flares burst    | 14:02 |